# Resolutie 551 Veiligheidsraad Verenigde Naties
Resolutie 551 van de Veiligheidsraad van de Verenigde Naties werd unaniem aangenomen op 30 mei 1984, en verlengde de UNDOF-waarnemingsmacht in de Golanhoogten met een half jaar.

## Achtergrond
Na de Jom Kipoeroorlog kwamen Syrië en Israël overeen de wapens neer te leggen. Een waarnemingsmacht van de Verenigde Naties moest op de uitvoer van de twee gesloten akkoorden toezien. Tijdens de oorlog bezette Israël de Golanhoogten, die het in 1981 annexeerde.

## Inhoud
De Veiligheidsraad:
- Heeft het rapport van secretaris-generaal Javier Pérez de Cuéllar over de VN-waarnemingsmacht in beschouwing genomen.
- Besluit:
a. De partijen op te roepen om onmiddellijk resolutie 338 uit 1973 uit te voeren.
b. Het mandaat van de macht met een periode van zes maanden te verlengen, tot 30 november 1984.
c. De secretaris-generaal te vragen tegen die tijd te rapporteren over de ontwikkelingen en de genomen maatregelen om resolutie 338 uit te voeren.

## Verwante resoluties
- Resolutie 543 Veiligheidsraad Verenigde Naties
- Resolutie 549 Veiligheidsraad Verenigde Naties
- Resolutie 555 Veiligheidsraad Verenigde Naties
- Resolutie 557 Veiligheidsraad Verenigde Naties

Lijst ·  546 ·  547 ·  548 ·  549 ·  550 ·  551 ·  552 ·  553 ·  554 ·  555 ·  556 ·  557 ·  558 ·  559